# Пістолет-гармоніка

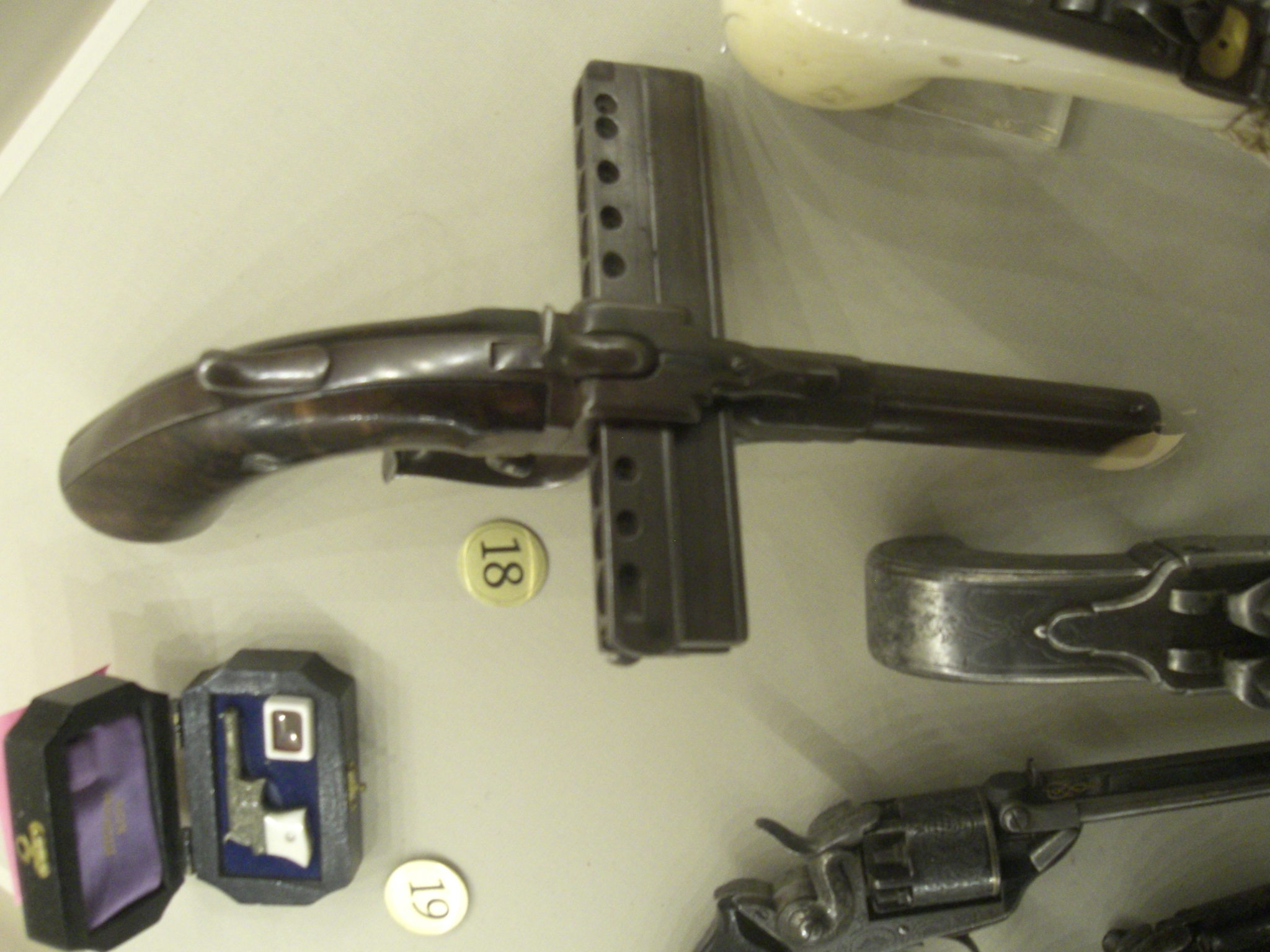
Десятизарядна гармоніка в Національному музеї зброї, США

Пістолет-гармоніка (англ. harmonica gun) — різновид ручної вогнепальної зброї, названий так через поперечно розташовану обойму, схожу на губну гармошку. Механізм подачі набоїв розрізнявся в різних зразках цієї зброї, але він був ручним. Тому такі пістолети не відносять до самозарядних, що були сконструйовані пізніше.

## Історія
В кінці XIX століття, приблизно між 1859 і 1862 роками, французький винахідник Жарр (A. E. Jarre) отримав кілька патентів на зброю дуже незвичайної конструкції. Американський патент був зареєстрований в 1873 році. Застосовувані в цей час шпилькові патрони, в зв'язку з висунутими з гільз шпильками, створювали складності для їх центрування стосовно ударної частини курка в багатозарядній зброї. Жарр вирішив зробити горизонтальний блок патронників, у якому розташовувалися патрони. По суті вийшов розгорнутий в горизонтальну лінію барабан. У зв'язку з тим, що блок патронників за зовнішнім виглядом дуже нагадував губну гармошку, зброя отримала назву пістолет Гармоніка (Harmonica Pistol або Harmonica Pistol Jarre). Для швидкого зарядження пістолета патронами виготовлялися спеціальні обойми. Для вилучення стріляних гільз використовувалися ручні екстрактори. Ударно-спусковий механізм пістолета подвійної дії. При черговому зводі курка механізм, що подає і переміщує зліва направо патронний блок, підставляє новий патрон для стрільби. Пістолет може стріляти як з попереднім зводом курка, так і без зводу.

## Різновиди
Існувало два основні різновиди пістолета-гармоніки. В першій моделі магазин (горизонтальний блок патронників) переміщувався в горизонтальній площині відносно рамки пістолета і одного нерухомого дула. Дуло пістолета круглого перетину, в підставі восьмигранний, жорстко закріплений в рамці. У верхній частині ствола була мушка у вигляді вертикальної стійки, яка іноді закінчувалась кулькою. Рамка зі спусковою скобою. Щічки руків'я дерев'яні, кріпляться до руків'я за допомогою гвинтів. Між стволом і казенною частиною рамки в спеціальному фігурному пазі розташовувався блок патронників. Блоки патронників виготовлялися на шість, вісім і десять зарядів. Верхня, центруюча шпильки патронів, кришка блоку патронників у пістолетів даної моделі відкривалася на шарнірі, закріпленому зліва. Справа розташовувалася засувка кришки. Калібр 9 мм дозволяє застосовувати шпилькові боєприпаси. Довжина ствола пістолета 114,3 мм.
В маркуванні пістолета є заводські номери, виконані на рамці і блоці патронників. Іноді на верхній частині ствола наносили текст «JARRE A PARIS». У другій моделі стволи були об'єднані з патронниками і становили єдиний блок, який переміщувався відносно рамки пістолета. Рамка пістолета коротка, бічні кришки рамки кріпляться гвинтами. Щічки руків'я виготовлялися з деревини або ебоніту. Канали стволів ствольного блоку нарізні. Між каналами стволів на поверхні ствольного блоку є проточки. Довжина стволів ствольного блоку 54 мм. Калібр 7 мм, тому в цій моделі застосовуються патрони шпилькові. Спиця спускового гачка вигнута, спускова скоба відсутня. Стрижень у верхній частині рамки виконує роль прицільного пристрою. Заводські номери наносили на рамці і ствольному блоку. На верхній частині патронників може перебувати цифровий текст із зазначенням порядкового номера патронника. Ствольні блоки могли бути шести- і десяти- зарядними. Данна зброя була більш компактною, особливо при зберіганні ствольного блоку окремо від рамки. При цьому ствольний блок спеціальним виступом фіксувався в рамці пістолета. Кришка ствольного блоку, центруюча шпильки патронів відкривалася на двох шарнірах, закріплених на торцях ствольного блоку. У задній частині руків'я в спеціальному відсіку розташовується шомпол.
Пістолет-гармоніка не отримав популярності з багатьох причин. По-перше, незабаром шпилькові патрони поступилися місцем патронам кільцевого і центрального займання. По-друге, переміщаючись горизонтально ствольний блок або блок патронників порушували центрування зброї, відповідно впливаючи на точність стрільби. Горизонтальне розташування магазина помітно збільшувало габарити зброї, на відміну від револьверів або пістолетів іншої конструкції.